# Marcella Hazan
Marcella Hazan (nascida Polini; 15 de abril de 1924 - 29 de setembro de 2013) foi uma escritora de culinária italiana cujos livros foram publicados em inglês. Seus livros de receitas são creditados por apresentar ao público nos Estados Unidos e no Reino Unido as técnicas da culinária tradicional italiana. Ela foi considerada por chefs e outros escritores de culinária como a decana da culinária italiana.

## Biografia
Hazan nasceu em 1924 na cidade de Cesenatico, na Emília-Romanha. Ela obteve dois diplomas de graduação em ciências naturais e biologia pela Universidade de Ferrara e pela Universidade de Pádua. Ela começou sua carreira como professora de ciências. Em 1955, ela se casou com Victor Hazan, um judeu sefardita nascido na Itália e criado em Nova York, que posteriormente ganhou fama como escritor de vinhos, e o casal se mudou para a cidade de Nova York alguns meses depois.

## Culinária
Hazan começou a dar aulas de culinária em seu apartamento e abriu sua própria escola de culinária, a Escola de Culinária Italiana Clássica, em 1969. No início da década de 1970, Craig Claiborne, que era então editor de culinária do New York Times, pediu que ela contribuísse com receitas para o jornal. Ela publicou seu primeiro livro, The Classic Italian Cook Book, em 1973. Em 1980, tendo sido publicado em uma versão adaptada para um público britânico por Anna Del Conte, ganhou um Prêmio André Simon. Uma sequência, More Classic Italian Cooking, foi lançada em 1978; os dois foram reunidos em um volume, Essentials of Classic Italian Cooking, em 1992. Seu livro de 1997, Marcella Cucina, ganhou o prêmio de livro da James Beard Foundation de Melhor Livro de Receitas Mediterrâneas e o Prêmio Julia Child de Melhor Livro de Receitas Internacional no ano seguinte. Ela escreveu em italiano e seus livros foram traduzidos por seu marido.
Hazan lecionou cursos no Instituto Culinário Francês. Em 2003, ela foi nomeada Cavaleira da Ordem da Estrela da Solidariedade Italiana.